# Квантова потенціальна антиточка
Квантова потенціальна антиточка (КПА) (англ. Quantum antidot) - об'єкт розміром з квантову точку, проте має потенціальний рельєф, обернений до потенціального рельєфу потенціальної точки. Таким чином, вона має рельєф потенціального горба (potential hill). Вперше була реалізована на практиці Сіммонзом в 1991 році. 
За допомогою КПА досліджують резонансне тунелювання (РТ) квазічасток, що локалізовані в них, використовуючи квантові режими типу квантового ефекту Хола (цілочислений КЕХ), або дробного КЕХ. 
Група Голдмана провела серію експериментів на КПА, виговлених на GaAs гетероструктурах методом молекулярно променевої епітаксії (низький рівень безпорядку та дислокацій). Досліджувалась квазі-періодична залежність провідності РТ від напруги на затворі підкладки. Було показано, що дані вимірювання залежать від чисел заповнення ({\displaystyle \nu }) рівнів Ландау і залежать від квантового режиму (тобто в якому режимі знаходиться КПА - цілочисленому, чи дробному КЕХ). 

## Історія винаходу

### "Епоха" двовимірного електронного газу
На початку 60-х років минулого століття з появою МДН- транзисторів розпочалося інтенсивне дослідження двовимірного електронного газу в сильних магнітних полях при гелієвих температурах. Тому ще тоді були помічені т.з. осциляції Шубникова - Газа, пов'язані із заповненням рівнів Ландау у магнітному полі. Додаткового імпульсу отримало вивчення цих осциляцій на гетероструктурах з початку 70-х років. Проте найвищого злету дана область отримала після відкриття Клітцінгом квантового ефекту Хола (КЕХ) в кінці 70-х (для простоти розгляду не має значення цілочислений, чи дробний). Слід відзначити, що в умовах КЕХ ми маємо осциляції магнітної провідності зв'язані із заповненням рівня Ландау, тобто в цих осциляціях бере участь дуже велика кількість квазічасток електронного 2М- газу, що розташовується на всій поверхні МДН- структури, чи гетероструктури. Тому тут просто не виникає проблема квантування магнітного потоку, пов'язаного тільки з однією квазічасткою. КЕХ - явище кооперативне і реагує тільки на рівень Ландау, а не на окрему квазічастку.

### "Епоха" електронного тунельного мікроскопу
У 80-х роках минулого століття була практично реалізована ідея створення тунельного електронного мікроскопу. За допомогою цих тунельних мікроскопів вдалося "побачити" потенціальний рельєф поверхні твердого тіла, що привело до широкого вивчення фізики поверхні твердого тіла. Основним практичним наслідком даного винаходу стало поліпшення обробки поверхні твердих тіл та технології виготовлення гетероструктур. Тогочасна "мода" на резонансне тунелювання спонукала Голдмана на використання даної ідеї в рамках КЕХ, щоб "побачити" заповнення рівня Ландау окремими квазічастками на початку 90-х років. Таким чином, на гетероструктурах була і створена експериментально квантова антиточка, тобто маленька область (відносно всієї площі гетероструктури) з оберненим потенціальним рельєфом та двома голковими електродами, які і реєструють резонансне тунелювання. Іншими словами, квантова антиточка - це тунельний мікроскоп, що досліджує заповнення рівнів Ландау окремими квазічастками в режимі КЕХ (не має значення в якому, цілочисленому, чи дробному).

### "Епоха" квантової антиточки
Квантова антиточка, запропонована Голдманом, так би і лишилася просто інженерним винаходом, якби не нове явище, яке зовсім несподівано виникло в ній і було зареєстровано вимірювальними приладами. Суть цього явища полягає в тому, що квазічастки, які розташовані на різних рівнях Ландау, ведуть себе кооперативним чином при резонансному тунелюванні. Простими словами, в резонансному тунелюванні беруть участь "всі квазічастки", які розташовані на різних рівнях Ландау! Цей "ефект Гольдмана" приводить в результаті до квантування потоку (не має значення - магнітного, чи електричного). При цьому сама величина кванту потоку не "збільшується" (як у випадку нестаціонарного ефекту Джозефсона), а "дискретно зменшується".

### Різниця між режимами цілочисленого та дробного КЕХ
З відкриттям дробного КЕХ Тсуї та Госсардом на початку 80-х розпочалася заочна і тривала дискусія щодо його інтерпретації. На сьогодні перед веде т.з. концепція "дробних електричних квазізарядів", запропонована в середині 80-х Лафліном. Проте в той же час була запропонована інша концепція "цілочислених магнітних квазізарядів" Якимахи. Слід відзначити, що і "дробні електричні", і "цілочислені магнітні" квазізаряди є фіктивними частками, введеними для пояснення квантування магнітного та електричного потоків, і ні про яке їх існування у вільному стані мова в принципі не може йти. Не зважаючи на більшу теоретичну розробленість концепції дробних квазізарядів, вона має суттєвий недолік пов'язаний з тим, що таких "дробних електричних зарядів" є дуже багато, а сама теорія більш- менш розроблена для дробного значення "1/3" (в інших випадках вона ще більше ускладнюється). Напроти, підхід Якимахи з введенням "магнітних квазізарядів" по суті є дуже простий, оскільки його теорія є по суті "інверсною" до теорії цілочисленого КЕХ, тільки в ній використовується рух "магнітних квазізарядів", а не електричних. Цей підхід є універсальним, і жодне квантове число не є виділеним (як у випадку підходу Лафліна).

## Прості моделі обробки експериментальних результатів

### Модель квантування електромагнітних потоків
При обробці експериментальних результатів резонансного тунелювання Голдман використовував ідею квантування магнітного {\displaystyle \Phi =B\cdot S} та електричного {\displaystyle Q=D\cdot S} потоків через КАТ у вигляді:
{\displaystyle {\frac {\Delta \Phi }{\Delta Q}}={\frac {\Delta BS_{QAD}}{\Delta D_{bg}S_{QAD}}}={\frac {\Delta B}{\Delta D_{bg}}}={\frac {1}{p_{\nu }}}{\frac {\phi _{0}}{q}}}
де {\displaystyle \phi _{0}=h/e-} квант магнітного потоку, {\displaystyle p_{nu}-} цілочислені значення, {\displaystyle S_{QAD}-} площа КАТ, {\displaystyle \Delta D_{bg}=C_{bg}\Delta V_{bg}-} електрична індукція, {\displaystyle C_{bg}=\varepsilon _{0}\varepsilon /d_{bg}-} ємність КАТ на одиницю площі, а {\displaystyle d_{bg}-} металургійна товщина гетеропереходу.
Слід відзначити, що подібні формули досить часто використовувалися в минулому для визначення стандарту опору (не квантовий випадок). Проте вона зовсім не витікає з теорії Лафліна для КЕХ.

### Модель фазового інтегралу
Відомо, що в наявності магнітного поля (незалежно від того, чи пронизує воно конкретну площу), векторний потенціал {\displaystyle A-} спричиняє певний зсув фази хвильової функції у випадку квантового руху (дивись фазовий інтеграл Фейнмана). У випадку КАТ Голдмана можна скористатися наступним співвідношенням для квантування векторного потенціалу та напруги на КАТ:
{\displaystyle \Delta V_{bg}=n\Delta A,\ }
де {\displaystyle n=integer}. На практиці маємо малі значення 1, чи 2. 
В загальному випадку зміна фази в магнітному полі описується наступним виразом:
{\displaystyle \Delta \phi _{n}={\frac {1}{c}}{\sqrt {\frac {e}{\hbar }}}\cdot {\frac {\Delta A}{\sqrt {\Delta B}}}={\frac {k_{p}}{n}}\cdot {\frac {\Delta V_{bg}}{\sqrt {\Delta B}}}}
де {\displaystyle k_{p}={\frac {1}{c}}{\sqrt {\frac {e}{\hbar }}}=0,13001534}Тл1/2В−1 , {\displaystyle e-} заряд електрона, {\displaystyle c-} швидкість світла у вакуумі та {\displaystyle \hbar -} приведена стала Планка.

### Модель густини станів
Сумарна ємність КАТ може бути представлена у вигляді паралельного з'єднання двох ємностей (ємності гетеропереходу та ємності обумовленої наявністю магнітного поля):
{\displaystyle {\frac {1}{C}}={\frac {1}{C_{ins}}}+{\frac {1}{e^{2}D_{B}}}},
де {\displaystyle C_{ins}={\frac {\varepsilon _{0}\varepsilon }{d_{bg}}}} - ємність КАТ, а {\displaystyle D_{B}={\frac {dn}{d\mu }}} - термодинамічна густина станів при хімічному потенціалі (енергії Фермі) {\displaystyle \mu -}, в магнітному полі {\displaystyle B}. Похідна від хімічного потенціалу по напрузі на гетеропереході може бути представлена через ємності у формі:
{\displaystyle \alpha _{B}={\frac {d\mu }{dV_{bg}}}={\frac {d\mu }{dn}}{\frac {dn}{dV_{bg}}}={\frac {C_{B}}{e}}{\frac {1}{D_{0}}}+e{\frac {\Delta C}{C_{0}}}}
де {\displaystyle \Delta C=C_{0}-C_{B}}, а індекси 0 та {\displaystyle B} враховують наявність магнітного поля. При нульовому магнітному полі, {\displaystyle B=0}, ми маємо:
{\displaystyle \alpha _{0}={\frac {C_{0}}{eD_{0}}}}.
Слід відзначити, що для невзаємодіючих електронів ми маємо стандартне значення густини станів для двовимірної системи:
{\displaystyle D_{0}={\frac {m^{*}}{2\pi \hbar ^{2}}}=D_{2D}}
Оскільки на практиці виконується співвідношення:
{\displaystyle e^{2}D_{0}=0,82\cdot 10^{5}C_{ins}},
тому  сумарна ємність КАТ у відсутності магнітного поля буде:
{\displaystyle C_{0}=C_{ins}[1-\Delta (10^{-5})]\ }.
Тобто виконується на практиці співвідношення {\displaystyle C_{0}=C_{ins}} з точністю до {\displaystyle 10^{-5}}. В результаті отримуємо значення похідної у відсутності магнітного поля:
{\displaystyle \alpha _{0}={\frac {C_{ins}}{e}}{\frac {2\pi \hbar ^{2}}{m^{*}}}}.
Аналогічним чином знаходимо значення похідної при наявності магнітного поля{\displaystyle B} та часток із зарядом {\displaystyle q}:
{\displaystyle \alpha _{B}={\frac {C_{ins}}{qD_{B}}}},
яке також справедливе з точністю {\displaystyle 10^{-5}}.
Із результатів порівняння отриманих похідних із експериментальними даними Голдман виявив, що густина дробних станів в 3 рази більша від стандартного двовимірного випадку:
{\displaystyle D_{1/3}=3D_{0}\ },
а сама похідна - {\displaystyle \alpha _{1/3}=36,7\mu } еВ/В при {\displaystyle e/3-} та {\displaystyle B=0}. Тобто вона в три рази більша від аналогічного значення в умовах цілочисленного КЕХ:
{\displaystyle \alpha _{1/3}=3\alpha _{1}=3\alpha _{0}\ },
де {\displaystyle \alpha _{0}=12,2\mu \ }еВ/В.
Слід відзначити, що тривіальне збільшення густини станів типу 
{\displaystyle D_{j}=jD_{2D}\ },
де {\displaystyle j=1,2,3,...}, характерне для квантової системи з декількома енергетичними рівнями. Наприклад, подібне маємо в цілочисленому КЕХ.

## Експериментальні результати
Квантування магнітного потоку можна подати у наступному вигляді:
{\displaystyle \Delta BS_{m}=\phi _{0}={\frac {h}{e}}}
де {\displaystyle \Delta B=B^{m+1}-B^{m}} приріст магнітного поля на верхньому рівні Ландау, {\displaystyle h-} стала Планка, {\displaystyle e-} елементарний заряд електрона, {\displaystyle m-} вищий заповнений рівень Ландау та {\displaystyle S_{m}-} площа КПТ для {\displaystyle m-}го рівня Ландау. 
Приріст напруги на управляючому електроді має вигляд:
{\displaystyle \Delta V_{gb}={\frac {q}{CS_{m}}}}
де {\displaystyle q-} заряд квазі-частки, {\displaystyle C={\frac {\varepsilon _{0}\varepsilon }{d_{gb}}}} - ємність КПТ, {\displaystyle d_{gb}-} товщина КПТ. Для гетероструктури GaAS товщина була {\displaystyle d_{gb}=428\pm 5\mu m}, а відносна проникність {\displaystyle \varepsilon =13,1}.
Таким чином, результуючий заряд квазі-частки можна подати у вигляді:
{\displaystyle q={\frac {\varepsilon _{0}\varepsilon \phi _{0}\Delta V_{gb}}{p_{\nu }d_{gb}\Delta B}}}
де {\displaystyle p_{\nu }-} ціле число, що враховує кількість квазічасток при даному {\displaystyle \nu }; {\displaystyle p_{\nu }=1} при {\displaystyle \nu =1,1/3,1/5} та {\displaystyle p_{\nu }=2} при {\displaystyle \nu =2,2/5,2/9}.
Використовуючи дану техніку були отримані такі значення квазі-зарядів в КПА:
{\displaystyle q=1,57\cdot 10^{-19}C=(0,98\pm 0,03)e}
при {\displaystyle \nu =1,2}
{\displaystyle q=5,20\cdot 10^{-20}C=(0,325\pm 0,01)e}
при {\displaystyle \nu =1/3}
Результати опрацювання перших публікацій Голдмана з КАТ на основі поданих вище моделей представлені в таблиці.
| {\displaystyle \Delta V_{bg}}, В | {\displaystyle \Delta B}, Тл        | {\displaystyle \Delta \phi _{2}} | {\displaystyle \delta \phi } | {\displaystyle q},                  | {\displaystyle \delta _{q}} | {\displaystyle q/e} | Джерело     |
| -------------------------------- | ----------------------------------- | -------------------------------- | ---------------------------- | ----------------------------------- | --------------------------- | ------------------- | ----------- |
| 1,611                            | {\displaystyle 1,091\cdot 10^{-2}}  | 1,0026                           | 1,0026                       | {\displaystyle 1,655\cdot 10^{-19}} | 1,033                       | 1,033               | Goldman [1] |
| 0,6522                           | {\displaystyle 1,47\cdot 10^{-2}}   | 0,350                            | 1,049                        | {\displaystyle 4,973\cdot 10^{-20}} | 0,931                       | 0,3104              | Goldman [1] |
| 0,5714                           | {\displaystyle 1,167\cdot 10^{-2}}  | 0,3438                           | 1,032                        | {\displaystyle 5,488\cdot 10^{-20}} | 1,028                       | 0,3425              | Goldman [1] |
| 0,625                            | {\displaystyle 1,3813\cdot 10^{-2}} | 0,3457                           | 1,037                        | {\displaystyle 5,071\cdot 10^{-20}} | 0,950                       | 0,3159              | Goldman [2] |

Із даної таблиці тривіально випливає, що квантування магнітного поля та напруги на переходах, виміряні по осциляціях провідності КАТ, є взаємно корельовані і дають з однаковою точністю однакові результати, і для цілочислених, і для дробних значень. Більше того, з цих даних випливає не т.з. "дробність зарядів", а тривіальне заповнення декількох рівнів (трьох у випадку 1/3). Розщеплення рівнів Ландау очевидно обумовлене не нульовим значення квантового моменту імпульсу (тобто кожен рівень Ландау тут розщіплюється на декілька, в залежності від орбітального квантового числа). Це підтверджується і дробними значеннями фази, і дробними значеннями відношення електромагнітних потоків.